# Pivovar Kamenice nad Lipou
Pivovar Kamenice nad Lipou je český pivovar a je jedním z pivovarů v okrese Pelhřimov na Vysočině.

## Historie
Jasná písemná zmínka o vaření piva v Kamenici nad Lipou, která se dochovala, se datuje k roku 1462, kdy byla městská práva daná městu Jindřichem ze Stráže. Tato situace souvisí s nově nastoupeným trendem doby, kdy pozvolna do prozatím výsadního podnikání měst počíná zasahovat šlechta.
Složité období pro kamenické měšťany nastalo po bitvě na Bílé hoře a následné třicetileté válce, kdy kamenické panství koupil roku 1623 Jindřich Paradis z Eschaide rodem ze Španělska, který odebral měšťanům várečné právo a nechal před zámkem postavit první panský pivovar. Zmínky o kamenickém pivovaru se datují k letům 1636–1638, kdy vaření piva převzala vrchnost a vznikl tak panský pivovar u Zámku v Kamenici nad Lipou. V roce 1841 si tento pivovar pronajal Johan Linek, bratr matky Bedřicha Smetany.
Tvář dnešnímu pivovaru dal jeho přestavbou baron Geymüller a to v letech 1860–1861. Projekt to byl velký a podle pivovarských znalců atypický. Jednalo se o přístavbu nového chladného hospodářství na spodní kvašení, což zahrnovalo vyhloubení sklepů, spilky a lednice. Také byla dokončena stavba mlýna a oba provozy byly naplno spuštěny. První várka piva byla provedena 8. února 1861 a to byla várka o dvaceti sudech, kterou provedl sládek Antonín Křesťan, dřívější nájemce pivovaru v Božejově.
Avšak zamýšlená kapacita 20 000 hl nebyla nikdy dosažena. Postupem let docházelo k dalším rekonstrukcím a modernizaci pivovaru. Klíčové bylo pro kamenický pivovar 20. století, kdy úspěšně přečkal obě světové války a hospodářskou krizi. Osudným byl pro něho rok 1945, kdy na základě Benešových dekretů došlo k vyvlastnění celého kamenického panství, včetně pivovaru, která přešel pod národní správu a na podzim roku 1947 došlo k jeho uzavření.
V druhé polovině 20. století došlo k několika necitelným stavebním úpravám a v prostoru pivovaru, byl velkosklad Jednoty, ovoce a zeleniny.

## Současnost
25. dubna 2016 kamenický pivovar zakoupila společnost Pivovar Kamenice s.r.o., se záměrem opravit a obnovit provoz pivovaru. Byl vytvořen projekt obnovy kamenického pivovaru, který byl veřejnosti představen 1. října 2016 na dnu otevřených dveří.
První zprovozněnou částí pivovaru byl minipivovar. Nápad na jeho vybudování vznikl neplánovaně, těsně před zahájením přestavby. Do zprovoznění „velkého pivovaru“ (dne 28. října 2017) minipivovar zajišťoval veškerou pivovarskou výrobu. Po jeho spuštění slouží k vývoji nových druhů piv. V roce 2020 pivovar plánoval, že na trh dodá až 22 000 hektolitrů piva

### Produkty
V roce 2021 vyráběl pivovar tyto druhy piv:
- Kamenická 10 – světlé výčepní
- Kamenická 11 – ležák
- Kamenická 12 – ležák
- Kamenická 13 polotmavá – speciál
- New Zealand Pale Ale 12 – svrchně kvašené
- IPA 15 – India Pale Ale
- spodně kvašená piva bavorského typu – Kamenická 13 (oceněná roku 2017 jako nejlepší nové spodně kvašené pivo,[zdroj⁠?!] polotmavý speciál)
- spodně kvašená piva českého typu – Kamenická polotmavá 12
- speciály: například IPA 15, Kamenický Galus 11, Double IPA 19 a další.[5]
- limitovaná edice Bílý Kokeš v narážce na výroky fotbalisty Ondřeje Vaňka[6][7]